# Anjou (provincie)

Anjou in de 18e eeuw
rood: huidige grens departement Maine-et-Loire

Anjou is een voormalige Franse provincie, die ongeveer overeenkomt met het huidige departement Maine-et-Loire rond de stad Angers (regio Pays de la Loire). De provincie Anjou en de stad Angers danken hun naam aan de Gallische stam Andecavi. Anjou grensde aan de provinciën Bretagne in het westen, Maine in het noorden, Touraine in het oosten en Poitou in het zuiden. Gedurende de middeleeuwen verwerd het gebied tot een graafschap, later promoveerde het tot een hertogdom, nog later werd het een Franse provincie.
De streek staat bekend om zijn wijnen.

## Geschiedenis
Na de moord op Berengar van Neustrië (850-896) en zijn opvolging door de vikinghoofdman Rollo van Normandië (846-933) kwamen verschillende Franse edelen hiertegen in opstand. In de late negende en de vroege tiende eeuw eigenden de burggraven van Angers zich het grafelijke gezag toe, scheurden zich van Neustrië/Normandië af en maakten van Anjou een autonoom erfelijk graafschap. De eerste dynastie van de graven van Anjou, het huis van Ingelgerius (845-888), heerste tot 1205. In 1131 werd graaf Fulco V van Anjou koning van Jeruzalem; in 1154 werd zijn kleinzoon Hendrik koning van Engeland (het latere koninklijke huis Plantagenet). Henry en zijn opvolgers heersten over een gebied dat zich uitstrekte van Ierland tot aan de Pyreneeën, het Angevijnse Rijk. Het rijk werd opgebroken door koning Filips II van Frankrijk, die een groot deel van het Franse deel van het rijk met inbegrip van Anjou in 1205 veroverde. De toekenning aan de Franse kroon kreeg pas definitief beslag met het Verdrag van Parijs (1259).
Het graafschap Anjou werd tussen 1205 en 1246, in een poging om het oude Neustrië te herstellen, verenigd met het kroondomein Île-de-France; nadien werd het graafschap omgezet in een apanage voor de broer van de koning, Karel I van Anjou. Deze broer vestigde de tweede Anjou-dynastie, het huis Anjou-Sicilië, een tak van het huis Capet, die zich vestigde op de troon van Napels en Hongarije. Het graafschap Anjou zelf werd in 1328 opnieuw herenigd met het koninklijk domein.
In 1360 werd Anjou een hertogdom voor Lodewijk I van Anjou, de zoon van de koning Jan II van Frankrijk. De derde Anjou-dynastie, een tak van het huis Valois, heerste ook een tijdlang over het koninkrijk Napels. De hertogen zelf hadden dezelfde autonomie als tijdens de eerdere splitsingen, maar het hertogdom zelf werd steeds meer op dezelfde wijze bestuurd als het koninklijk domein en de koninklijke overheid oefende vaak de hertogelijke macht uit wanneer de hertogen weg waren. 
Bij het uitsterven van de mannelijke lijn in 1480 met de dood van René I van Anjou, werd Anjou weer opgenomen in het koninklijk domein. Anjou bleef vervolgens een provincie van de Franse kroon tot aan de Franse Revolutie (1790).

## Afkomstig uit Anjou
- Coco Chanel (1883-1971), couturier.